# Sonnenzirkel
Der Sonnenzirkel oder Sonnenzyklus ist ein Begriff aus der Osterrechnung und nicht zu verwechseln mit dem Sonnenfleckenzyklus. Es handelt sich um einen Zyklus, der im julianischen Kalender eine Periodendauer von 28 Jahren hat. Nach dieser Zeit beginnt jeweils eine neue Reihe von 28 Zuordnungen zwischen Kalenderdaten und Wochentagen.

## Anwendung
Bei der Osterrechnung interessiert die Zuordnung zu den Sonntagen, da der erste Osterfeiertag immer ein Sonntag sein muss. Es ist der erste Sonntag nach dem Frühlingsvollmond, der mit Hilfe des Mondzirkels datiert wird.
Im Computus, dem mittelalterlichen Algorithmus dieser Rechnung, wurden den 28 Jahren einer Reihe die Ziffern 1 bis 28 als Sonnenzirkel (SZ) zugeordnet. Eine andere Codierung der Jahre erfolgte mit Hilfe des Sonntagsbuchstabens.

## Länge
Die Periodendauer von 28 Jahren im julianischen Kalender ist das kleinste gemeinsame Vielfache aus den 7 Wochentagen und der Schaltperiode von 4 Jahren: in Normaljahren bekommen die Wochentage je ein um 1, in Schaltjahren je ein um 2 kleineres Datum.
Im gregorianischen Kalender fallen 3 Schaltungen in 400 Jahren aus. Der Sonnenzirkel hat in ihm die Periodendauer von 400 Jahren. Eine Erhöhung findet nicht statt, da 400 gregorianische Jahre eine ganze Zahl von Wochen enthalten.